# Божко, Владимир Лукич
Влади́мир Луки́ч Божко́ (1908—1994) — советский учёный, горный инженер, кандидат технических наук, Заслуженный шахтёр Украинской ССР, один из основоположников современных методов прогноза метаннобильности угольных пластов.

## Биография
Родился 27 июля 1908 года в городе Енакиево в Области Войска Донского.
Трудовую деятельность начал в 1924 году лесогоном в шахте «Красный Профинтерн» треста «Орджоникидзеуголь».
В 1926 году поступил в Енакиевский горный техникум.
В 1929 году поступил в Донецкий горный институт (ныне — Донецкий национальный технический университет), который закончил в 1933 году, получив специальность горного инженера-строителя, в составе первой учебной группы студентов шахтостроительного факультета.
В период с 1933 по 1941 год работал на шахте «Красный Профинтерн» треста «Октябрьуголь» помощником начальника участка, затем — начальником участка ОКР, начальником участка вентиляции, помощником главного инженера и главным инженером.
В 1941 году, после начала Великой Отечественной войны, в связи с приближением немецко-фашистских войск к Донбассу, участвовал в выполнении специального задания Министерства угольной промышленности СССР. Затем был переведён в Кузбасс, где работал начальником участка (шахты «Макейка» и № 5-6 имени К. Е. Ворошилова треста «Прокопьевскуголь»).
В 1943 году, после освобождения Донбасса, был отозван на восстановление разрушенных шахт. Работал заместителем управляющего треста «Орджоникидзеуголь» по восстановлению шахт, затем — начальником технического отдела треста.
После 1946 года работал главным инженером шахты № 1 — «Красный Октябрь» треста «Орджоникидзеуголь», затем — начальником технического отдела треста «Гундоровуголь» (Ростовская область).
В 1949 году переведен на работу в Государственный Макеевский научно-исследовательский институт по безопасности работ в горной промышленности (МакНИИ) на должность заведующего отделом вентиляции и газа.
В 1958 году защитил диссертацию на соискание учёной степени кандидата технических наук (тема: «Выделение метана в подготовительные выработки угольных шахт Донбасса»).
В 1959 году назначен заместителем директора МакНИИ по научной работе.
В 1960 году решением ВАК СССР утверждён в учёном звании старшего научного сотрудника по специальности «Рудничная вентиляция».
Неоднократно принимал участие в расследовании причин аварий в угольных шахтах в качестве председателя экспертных комиссий. В том числе, руководил работой экспертной комиссии по расследованию обстоятельств и причин одной из крупнейших катастроф современности — взрыва в шахте «Горская» производственного объединения «Первомайскуголь» (Горск Луганской области), происшедшего 26 апреля 1980 года, во время которого погибло 66 шахтёров и горноспасателей.

«Взрыв сопровождался огромными обвалами и интенсивным тепловым воздействием на протяжении всех подготовительных и очистных выработок горизонта 900 м, что затрудняло выдачу на-гора тел погибших шахтёров и ведение работ по расследованию причин аварии. Поэтому комиссия работала непрерывно в течение 3-х недель. Уже на первый неделе было обнаружено два возможных в этих условиях источника воспламенения метановоздушной и пылевоздушной смесей (электрическое и фрикционное искрение) и можно было, в принципе, составить экспертное заключение, но Владимир Лукич настоял на продолжении расследования до тех пор, пока все выработки аварийного участка не будут обследованы. И он, как всегда, оказался прав.
После того, как горноспасатели проделали проходы через многочисленные обрушения свода в последней не обследованной выработке — конвейерном ходке 6-й лавы, группа экспертов, обложившись специальными флягами со льдом, проникла к её забою, где и были обнаружены явные следы взрыва накладного заряда мощного взрывчатого вещества, который и явился источником воспламенения…

Экспертное заключение в объёме 54 страниц было принято без замечаний Правительственной комиссией, которую возглавлял Председатель Совета Министров Украинской ССР А. П. Ляшко». — воспоминания доктора техн. наук, профессора Н. Р. Шевцова
После выхода на пенсию в 1982 году, продолжил работу в МакНИИ на контрактной основе в должностях заведующего лабораторией и старшего научного сотрудника.
Последние годы жизни работал консультантом отдела внезапных выбросов угля, породы и газа того же института.
Умер 24 октября 1994 года.
Похоронен в городе Макеевка Донецкой области.

## Научный вклад
Являлся одним из ведущих советских специалистов и учёных в области безопасности работ в горной промышленности, в том числе, по проблемам вентиляции угольных шахт.
Один из основоположников современных методов прогноза метаннобильности угольных пластов.
Под научным руководством В. Л. Божко:
- создан, а впоследствии усовершенствован новый метод расчёта расхода воздуха для проветривания шахт, основанный на дифференциальном определении потребности в воздухе по отдельным объектам проветривания;
- разработаны частные методики расчёта для очистных и подготовительных (тупиковых) выработок, камер;
- определены значения расчётных параметров.

Вёл большую редакторскую работу. Под его общей редакцией изданы труды института «Вопросы безопасности в угольных шахтах» (пять томов) и одиннадцать сборников научных статей МакНИИ.
Являлся членом редакционных коллегий журналов «Уголь Украины» и «Безопасность труда в горной промышленности».
Автор более 80 научно-исследовательских работ и ряда авторских свидетельств на изобретения, имеющих большое научное и практическое значение в области улучшения проветривания шахт и борьбы с внезапными выбросами угля и газа.

## Награды и премии
- Орден Трудового Красного Знамени (1974);
- Орден «Знак Почёта» (1966);
- Медаль «За доблестный труд в Великой Отечественной войне 1941—1945 гг.» (1945);
- Медаль «За восстановление угольных шахт Донбасса» (1947);
- Медаль «За трудовую доблесть» (1948);
- Медаль «В ознаменование 100-летия со дня рождения Владимира Ильича Ленина» (1970);
- Медаль «Тридцать лет Победы в Великой Отечественной войне 1941—1945 гг.» (1975);
- Медаль «Ветеран труда» (1976).

За заслуги в области развития советской науки и техники безопасности в горной промышленности, за активное участие в восстановлении угольных шахт Донбасса и развитие угледобычи награждён Почетной грамотой Президиума Верховного Совета Украинской ССР (1958).
Заслуженный шахтёр Украинской ССР (1977).
Лауреат Премии имени академика А. А. Скочинского (1976).
Полный кавалер отраслевой награды Знак «Шахтёрская слава» (1965, 1968, 1978).

## Основные научные публикации
- Божко, Владимир Лукич. Опыт разработки выбросоопасных пластов на шахтах Донбасса / В. Л. Божко, Н. Р. Бельская, А. А. Симонов. — М. : Недра, 1970. — 167 с. : ил.
- Божко, Владимир Лукич. Контроль осланцевания горных выработок. — М. : Углетехиздат, 1955. — 24 с. : ил.
- Безопасность взрывных работ в угольных шахтах : Сборник статей / [Отв. ред. канд. техн. наук В. Л. Божко] ; М-во угольной пром-сти СССР. Гос. Макеев. науч.-исслед. ин-т по безопасности работ в горной пром-сти «МакНИИ». — Киев : Техніка, 1967. — 61 с. : ил.
- Безопасность взрывных работ в угольных шахтах, борьба с внезапными выбросами угля и газа : (Сборник статей) / [Ред. коллегия: канд. техн. наук В. Л. Божко (отв. ред.) и др.] ; Гос. ком. по топливной пром-сти при Госплане СССР. Гос. Макеев. науч.-исслед. ин-т по безопасности работ в горной пром-сти «МакНИИ». — Киев : Техніка, 1965. — 64 с. : ил.
- Борьба с газом и пылью в угольных шахтах : [Сборник статей] / [Ред. коллегия: канд. техн. наук В. Л. Божко (отв. ред.) и др.] ; Гос. ком. по топливной пром-сти при Госплане СССР. Гос. Макеев. науч.-исслед. ин-т по безопасности работ в горной пром-сти «МакНИИ». — Киев : Техніка, 1964. — 83 с. : ил.
- Безопасность взрывных работ в угольных шахтах / Ред. коллегия: В. Л. Божко (отв. ред.) [и др.] ; М-во угольной пром-сти СССР. Гос. Макеевский науч.-исслед. ин-т по безопасности работ в горной пром-сти. МакНИИ. — Макеевка ; Донбасс : [б. и.], 1972.
- Безопасность труда в угольных шахтах / Под общ. ред. канд. техн. наук В. Л. Божко. — М. : Недра, 1972. — 245 с. : ил.; — (Труды/ Государственный макеевский научно-исследовательский институт по безопасности работ в горной промышленности «МакНИИ»; Т. 22).